# Миротворці (фільм)
Миротворці — драма 2002 року.

## Сюжет
У розпал війни на Балканах загін іспанських миротворців повинен виконати небезпечне завдання в далекому гірському селищі. Попереду у відважних солдатів ризикований перехід по території, усіяній мінними полями і таємними притулками повстанців, для яких всі чужаки є смертельними ворогами. Бійці готові до будь-якого розвитку подій, але вони не припускають, що незабаром їх благородна місія порятунку перетвориться в жорстоке протистояння з безумцями, сп'янілими від крові і смерті. Опинившись в серці мертвого міста без транспорту, рації та амуніції, молоді хлопці та дівчата повинні стати героями, щоб в безвихідній ситуації врятувати себе і тих, кого вони покликані захищати, заплативши за це своєю кров'ю.